# Highlanders
De Highlanders, officieel The Highlanders (Seaforth, Gordons and Camerons), vormen een infanteriebataljon binnen de Britse landmacht. Voor 2006 vormden de Highlanders een apart regiment binnen de Scottish Division. 

## Geschiedenis
Het regiment werd gevormd op 17 september 1994 ten gevolge van de defensienota getiteld Options for Change. Hierin werd voorgesteld de regimenten Queen's Own Highlanders (Seaforth and Camerons), dat opzichzelf al een fusieregiment was, en de Gordon Highlanders te integreren in één nieuw te vormen regiment.
Het nieuwe bataljon maakte deel uit van de Britse 7 Armoured Brigade, die de tradities bewaren van de Desert Rats uit de Tweede Wereldoorlog. De eenheid is gestationeerd in Fallingbostel als onderdeel van de British Forces Germany. 
In de Defensienota van 2004, getiteld Delivering Security in a Changing World, werd aangekondigd dat de Highlanders werden geïntegreerd met andere Schotse infanterieregimenten in één regiment, het Royal Regiment of Scotland. De uiteindelijke fusie vond plaats op 28 maart 2006. 
Binnen de Britse Strijdkrachten zijn meerdere eenheden actief geweest met een verwijzing naar de Highlands van Schotland. Deze eenheden werden gegroepeerd in de Highland Brigade, die tijdens beide Wereldoorlogen de sterkte van Divisie bereikte.

## Allianties
Gedurende het bestaan van de Highlanders zijn allianties gesloten met andere krijgsmachtdelen in het Gemenebest die een band hebben met de Schotse Hooglanden.

### Australië
- 7th Battalion, The Royal Australian Regiment
- The Royal South Australia Regiment
- The Royal Western Australia Regiment

### Canada
- The Cameron Highlanders of Ottawa
- The 48th Highlanders of Canada
- The Queen's Own Cameron Highlanders of Canada
- The Seaforth Highlanders of Canada
- The Toronto Scottish Regiment (Queen Elizabeth The Queen Mother's Own)

### Nieuw-Zeeland
- The Otago and Southland Regiment
- The Wellington (City of Wellington's Own) and Hawke's Bay Regiment

### Zuid-Afrika
- The Cape Town Highlanders

### Royal Navy
- HMS Sutherland
- HMS Victorious